# اپی‌تالاموس
اپی‌تالاموس (انگلیسی: Epithalamus) یا رونَهَنج قسمت عقب و سقف دمی شکل دیانسفالون را می‌سازد و از قسمت‌های زیر درست شده‌است:
هسته‌های هابنولار (Habenular nucleus) یعنی هستهٔ نواری شکل راست و چپ که در کف مثلث هابنولار قرار می‌گیرند. مثلث هابنولار ناحیهٔ سه گوش در بالای برجستگی فوقانی و داخلی هسته بالشتکی تالاموس می‌باشد. حد داخلی این مثلث از خطوط مغزی تالاموسی و ساقهٔ جسم کاجی تشکیل یافته‌است. خطوط مغزی تالاموسی از مراکز بویایی (مادهٔ سوراخدار قدامی، تکمه بویایی، جسم لوزه ای و غیره) و ستون فورنیکس شروع شده و به هسته‌های هابنولار می‌آیند. البته برخی از این رشته‌ها در پایهٔ جسم کاجی تقاطع کرده و به هستهٔ هابنولار طرف مقابل می‌روند (همین رشته‌ها، رابط هابنولار را می‌سازند). از هستهٔ هابنولار رشتهٔ وابران به نام Fasiculus Retroflexus شروع شده و به هستهٔ بین پایه ای(interpeduncular) و جسم سیاه می‌روند (هسته‌های هابنولار بخشی از سیستم لیمبیک یا دستگاه کناری می‌باشند).
جسم کاجی یا جسم پینه آل(pineal body)
رابط هابنولار (Habenular Commissure)
رابط خلفی (posterior commissure) محلی است که انتهای عقبی تالاموس‌ها به هم متصل می‌شوند.
هستهٔ هابنولار در پایین جسم کاجی قرار دارد.